# Љиљана Лили Оташевић
Љиљана Лили Оташевић (Београд, 1969) српска је сликарка, скулпторка, дизајнерка и визуелна уметница.

## Биографија
Рођена је 1969. године у Србији, тада СФР Југославији. Завршила је Школу за индустријско обликовање у Београду. Дипломирала је сликарство под менторством професора Јована Сивачког и Зорана Павловића на Факултету ликовних уметности у Београду 1992. године. Љиљана се преселила у Канаду 1994. и од тада је излагала у Канади, САД и на Блиском истоку. Добитница је мноштва награда за скулптуре великог формата у јавном простору у Канади. Током година, радила је као Уметнички директор, бавила се дизајном ентеријера и веб дизајном а од скоро води и пројекте као независни кустос у Торонту.
Иако школован сликар, главни рад Оташевићеве је скулптурални рад уз коришћењe различитих материјала и усредређујући се на теме о људској природи и екологији. Љиљана је успешно остварила неколико пројеката скулптуре великог формата у јавном простору у Онтарију.
Победила је на конкурсу који је расписао Музеј за дизајн и очување баштине и њена инсталација заталасаних клупа под називом „Брејк вејв” (Талас одмора) у четири боје је трајно изложена на прометној Унион станици у Торонту. Рад је инспирисан динамиком кретања течности где велики талас достиже критичан ниво после којег се прелама и смирује.
Њен „Мебијус”, скулптура од нерђајућег челика праћена металним клупама и фотељама, добила је своје место на простору између Јанга и Еглинтона у средишњем Торонту. Назив скулптуре и облик потичу од геометријске површине коју је открио немачки математичар Аугуст Фердинанд Мебијус. Овај математички куриозитет назван Мебијусова трака је затворени круг са једним полуокретом који ову траку чини површином без одвојених страна, без почетка и краја. У савремено доба Мебијусова трака и њене варијанте се најчешће користе као универзални симбол за рециклирање. Ова скулптура представља трансформацију и бесконачно трајање природних процеса. Скулптура која је варијација оригиналног облика Мебијуса, представља процес претварања отпадних материјала у корисне ресурсе.
Монументална скулптура под називом „Крешендо” или „Надолазећи талас” која асоцира на оргуље, краси трг у Бeрлингтону. Скулптура висока и дуга по четири метра израђена је од специјалног челика који се користи за медицинске уређаје и производњу јахти.
Поводом обележавања 150. годишњице постојања Канаде и Дана Канаде, у Галерији Атријум Библиотеке града Београда 30. јуна 2017. организована је изложба под називом Тамо где „Ја” почиње. Поставку изложбе чинили су фото-колажи у боји и црно-бели, једна зидна скулптура у комбинованој техници и две просторне инсталације са старом коришћеном и очишћеном циглом. Изложена серија фото-колажа настала је у периоду од 2013. до 2017. године комбинацијом скулптуре и дигиталне фотографије, постављањем и фотографисањем скулптуралних инсталација у природи на разним локацијама у Онтарију у Канади и даљом дигиталном обрадом фотографија. Изложени радови наглашене визуелне изражајности и суптилног колорита, са мотивом старе коришћене цигле, премијерно су тада изложени у Галерији Атријум.
Лили Оташевић је била члан извршног одбора Удружења скулптора Kанаде, а више година је била и члан Управног одбора Српске националне Академије у Канади и кустос Галерије СНА, коју је учинила присутном на уметничкој сцени Торонта.

## Дела
- Таласи, урбане клупе - Нерђајући челик, 2008.
- Таласи, урбане фотеље - Нерђајући челик, 2008.
- Мебијус - Нерђајући челик, 2008.
- Тамо где „Ја” почиње - Серија фотографских колажа, 2013-2017.
- Талас одмора (Break~Wave) - Алуминијум обложен бојом, 2016/2017.
- Ткање места (Fabric of Place) - Панели од алуминијума и нерђајућег челика, 2017.
- Крешендо - Скулптура од нерђајућег челика, 2017.
- Сто у парку (Harvest table) - 2017.